# Pietro Tacca
Pietro Tacca (Carrara, 6 de septiembre de 1577-Florencia, 26 de octubre de 1640) fue un escultor italiano, el máximo representante en Toscana del gusto barroco. Fue el principal alumno y seguidor de Giambologna. Tacca comenzó en un estilo manierista y trabajó en el estilo barroco en su madurez.

## Biografía
Nacido en Carrara (Toscana), con quince años entró en el taller de Giambologna (1592), el más importante escultor florentino de la época, del que se convertiría en el primer ayudante. A la muerte del maestro en 1608, Tacca recibió el usufructo del estudio, y un año después heredó también el puesto de escultor de los Médici, grandes duques de Toscana.
Terminó obras inacabadas de Giambologna, comenzando por el monumento ecuestre en bronce de Fernando I de Médici en la plaza de la Santísima Anunciada de Florencia, un proyecto en el que había participado en cada etapa, desde los modelos de terracota al proceso de fundido en el otoño de 1602 y el acabado (h. 1608). 

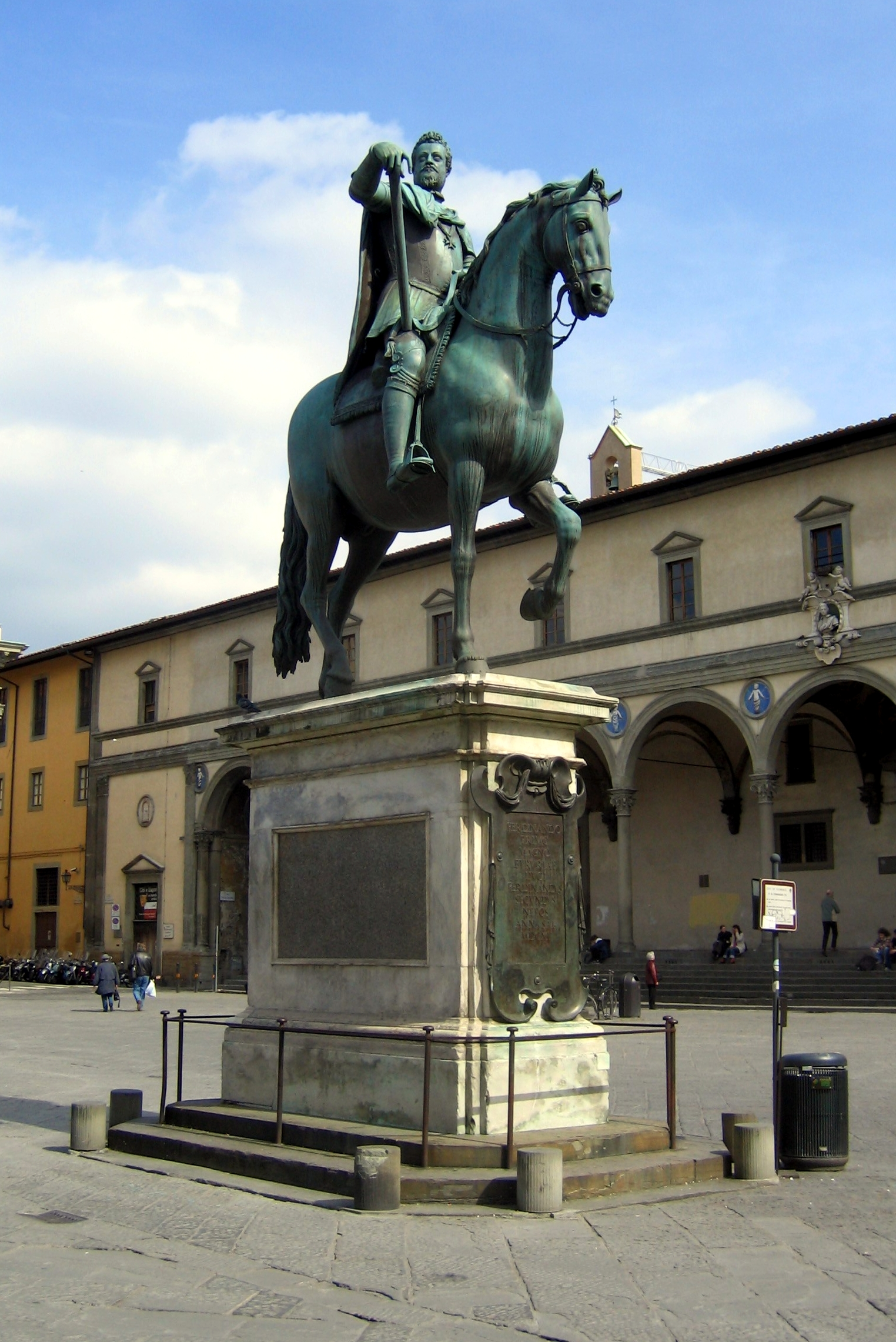
Bronce ecuestre de Giambologna, retrato de Fernando I de Médici, Gran Duque de Toscana para la plaza de la Santísima Anunciada, acabada por su ayudante, Pietro Tacca

Como su maestro, se aprovechó plenamente de la moda entre los aficionados de reducciones a tamaño de una mesa de las mejores esculturas en bronce. Luis XIV poseía bronces giamboloñeses de Hércules y el jabalí de Erimanto y Hércules y la cierva de Cerinia (hoy en el Museo del Louvre) que actualmente se atribuyen a Tacca, y que datan de los años 1620.
Inspirándose en una famosa copia en mármol de un jabalí helenístico (Il Cinghiale) en la colección ducal de los Uffizi, Tacca emprendió la tarea de superarlo, y el resultado es el «Porcellino» (1612) del Mercato Nuovo, Florencia, reemplazado por una copia, habiéndose puesto a cubierto el original.
Entre 1620 y 1623 ejecutó la que se considera su obra maestra: los Quattro mori (Cuatro moros o Cuatro esclavos), encadenados en la base del monumento a Fernando I de Médici, obra de Giovanni Bandini, en la Piazza della Darsena, en Livorno. Reproducciones en bronce de estas figuras se siguieron fabricando para los aficionados al arte en el siglo XVIII.
Las dos fuentes de los Monstruos Marinos, realizadas en bronce, destinadas en principio para Livorno (hacia 1629), aún en un estilo deudor de la obra de orfebrería del manierismo flamenco por sus máscaras grotescas y sus texturas de concha, se colocaron al final en la plaza de la Santísima Anunciada, de Florencia. Para la estatua ecuestre de Giambologna de Cosme de Médici en la plaza de la Señoría, Tacca contribuyó con los paneles en bajorrelieve de la base.
Para París, por encargo de María de Médici acabó la estatua ecuestre que había iniciado Giambologna de Enrique IV (inaugurada el 23 de agosto de 1613), que estaba en el centro del Puente Nuevo pero fue destruida en 1792 durante la Revolución, y fue reemplazada más tarde con la escultura actual, durante la Restauración.
Tacca ejecutó el bronce ecuestre de Giambologna de Felipe III (1616) para Madrid, que en el siglo XIX se trasladó a la Plaza Mayor. 
Su última y trabajosa empresa fue el grandioso monumento ecuestre a Felipe IV de España, realizado sobre diseño de Velázquez; otras fuentes dicen que se basaba en un cuadro, ahora perdido, obra de Rubens. Empezada la estatua en 1634, fue enviada a Madrid en 1640. Este monumento es la primera estatua ecuestre con el caballo erguido y sostenido sobre las patas traseras. Su desafiante estabilidad fue calculada por Galileo Galilei: el caballo se encabrita, y todo el peso recae sobre las dos patas de atrás y, discretamente, en su cola; una proeza que nunca se había intentado en una figura de escala heroica, con la que Leonardo había soñado. El éxito del proyecto se debe en parte a un truco técnico: se dice que el monumento de bronce es hueco, salvo en la mitad inferior del caballo. Esta escultura, en lo alto de un complicado pedestal, forma desde el siglo XIX el elemento central de la Plaza de Oriente madrileña. Anteriormente estaba situada en el Parque del Retiro de Madrid.
Tacca falleció en 1640, poco después de que la estatua de Felipe IV (desde el siglo XIX en la madrileña plaza de Oriente, frente al Palacio Real) fuera embarcada para España.
Está sepultado en la basílica de la Santísima Anunciada de Florencia.
Su hijo, Ferdinando Tacca le ayudó en el taller; el inventario (1687) posterior a su muerte incluye estatuas que sin duda son de Pietro Tacca. Del taller se hizo cargo Giovanni Battista Foggini a la muerte de Ferdinando Tacca.

## Galería

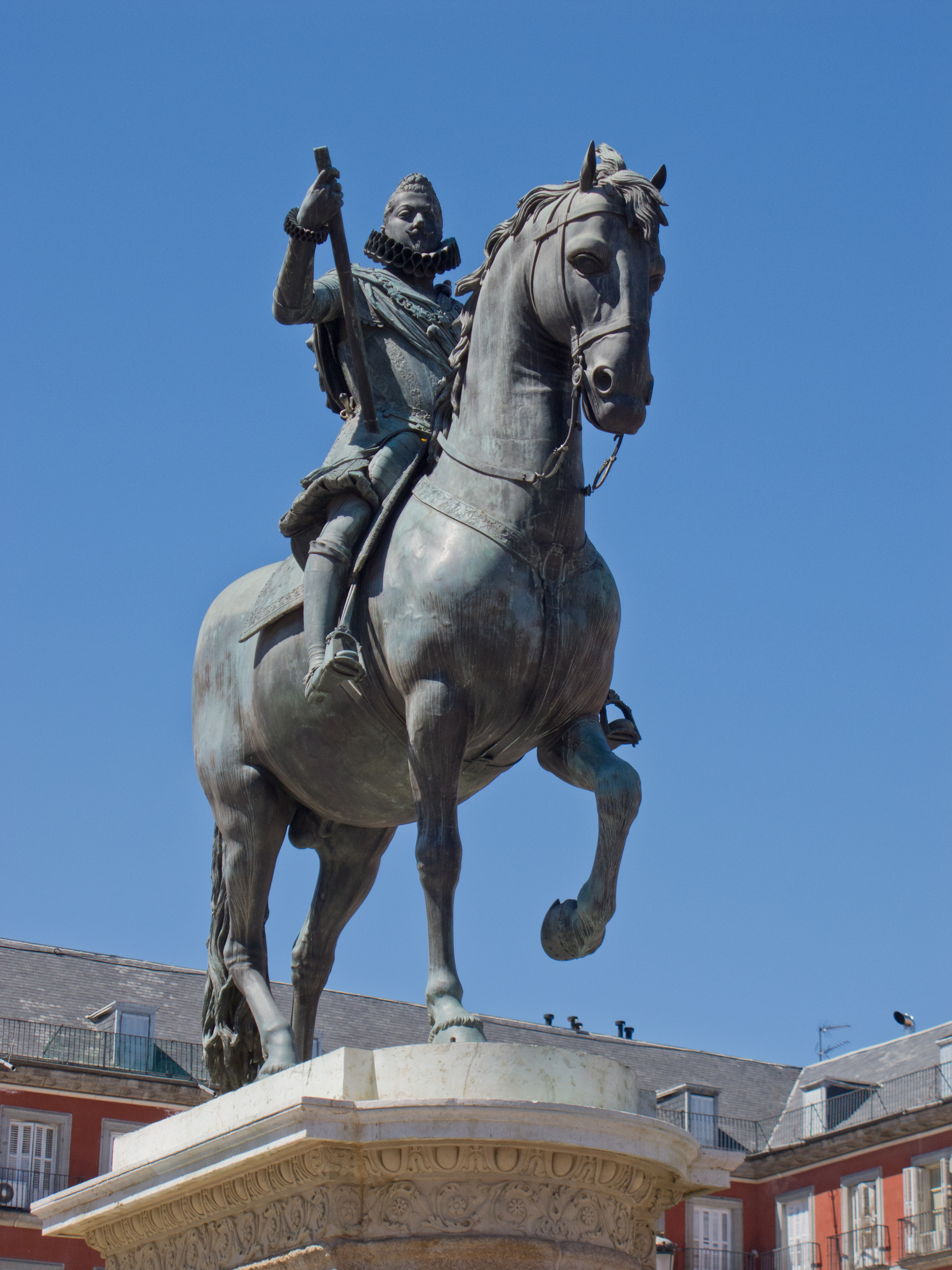
Monumento a Felipe III en la Plaza Mayor de Madrid, 1616
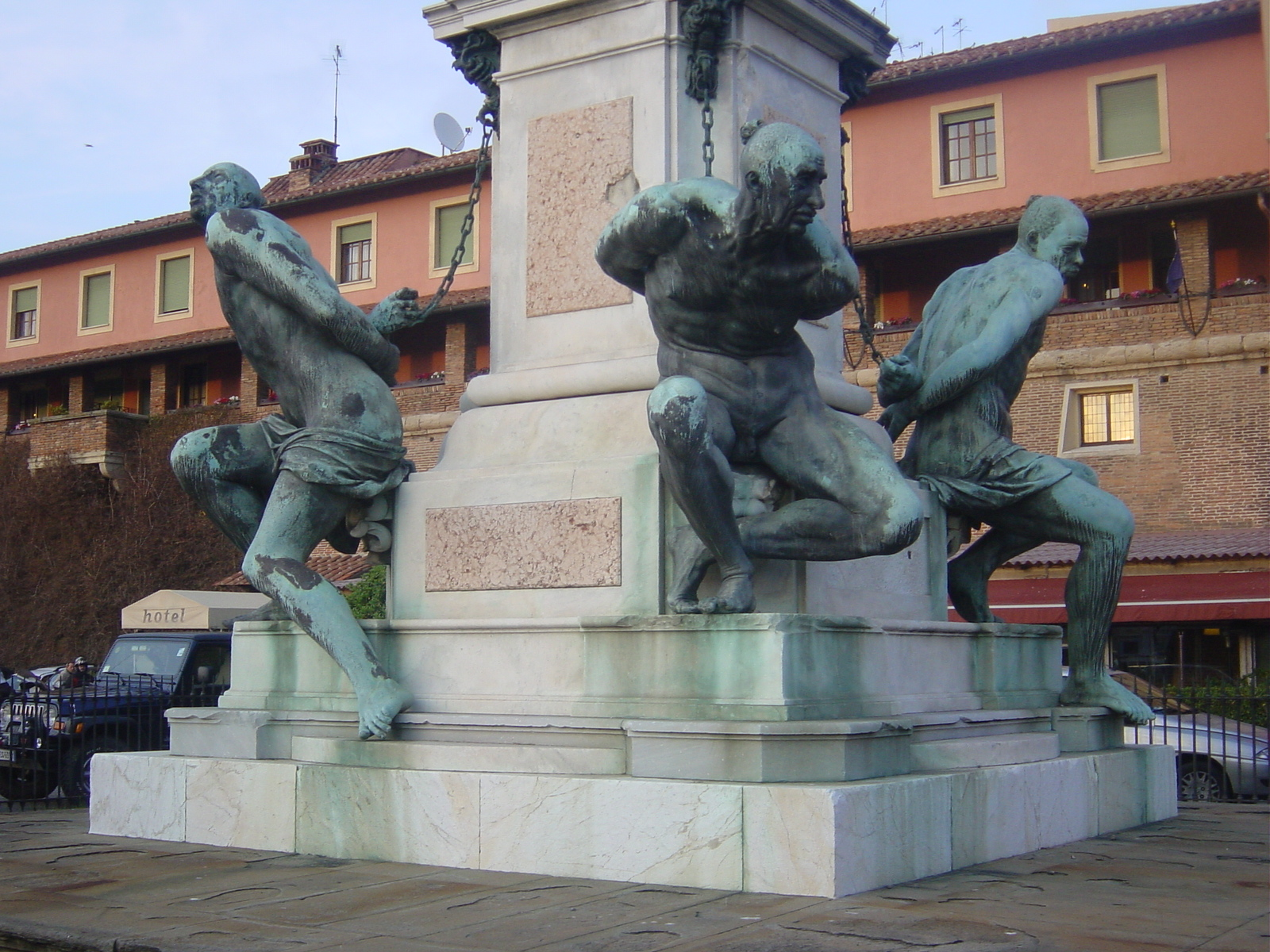
Esclavos en la base del monumento Quattro Mori, Livorno, 1626
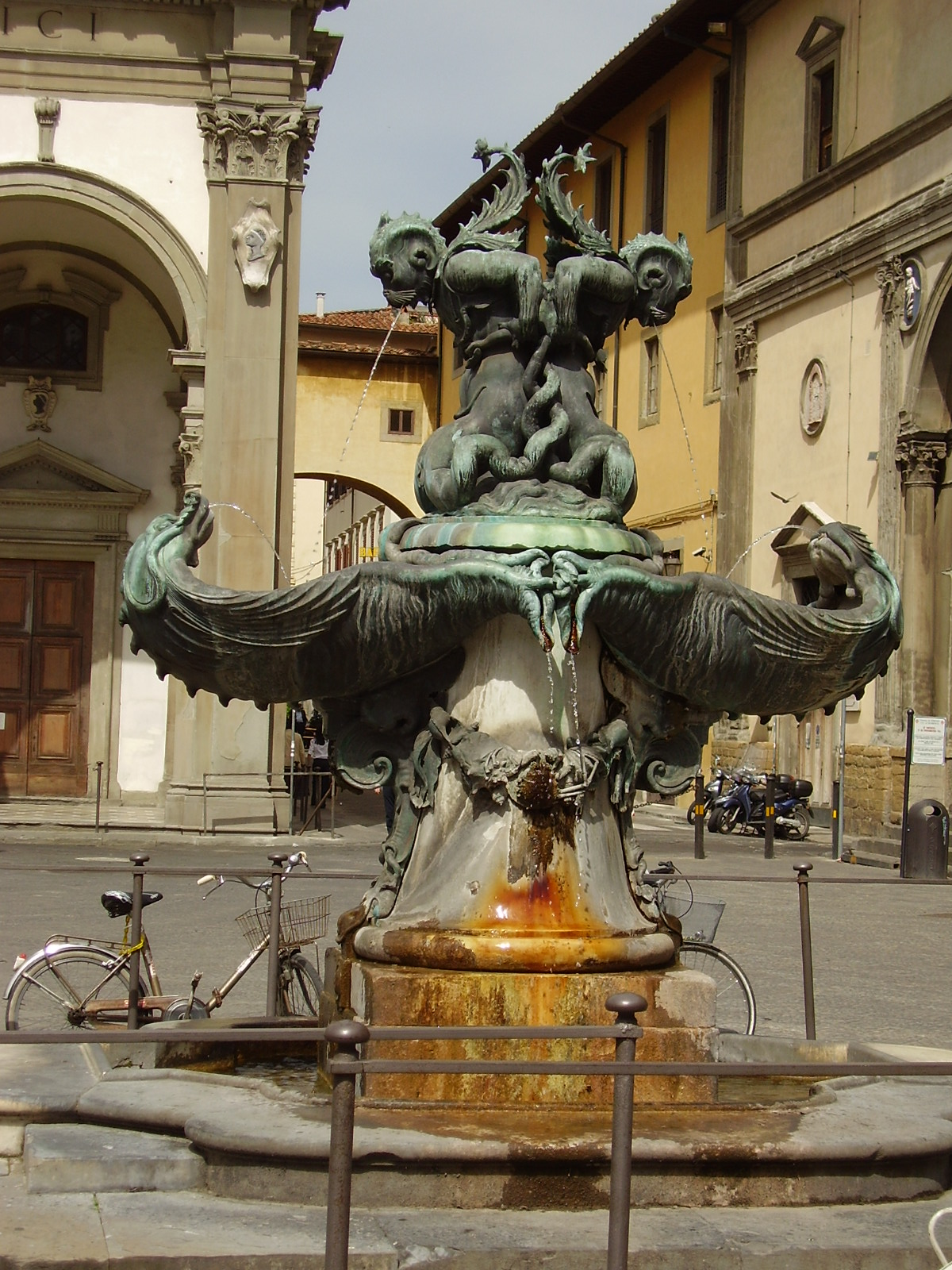
Fuente en la Plaza de la Santísima Anunciada, Florencia, h. 1629
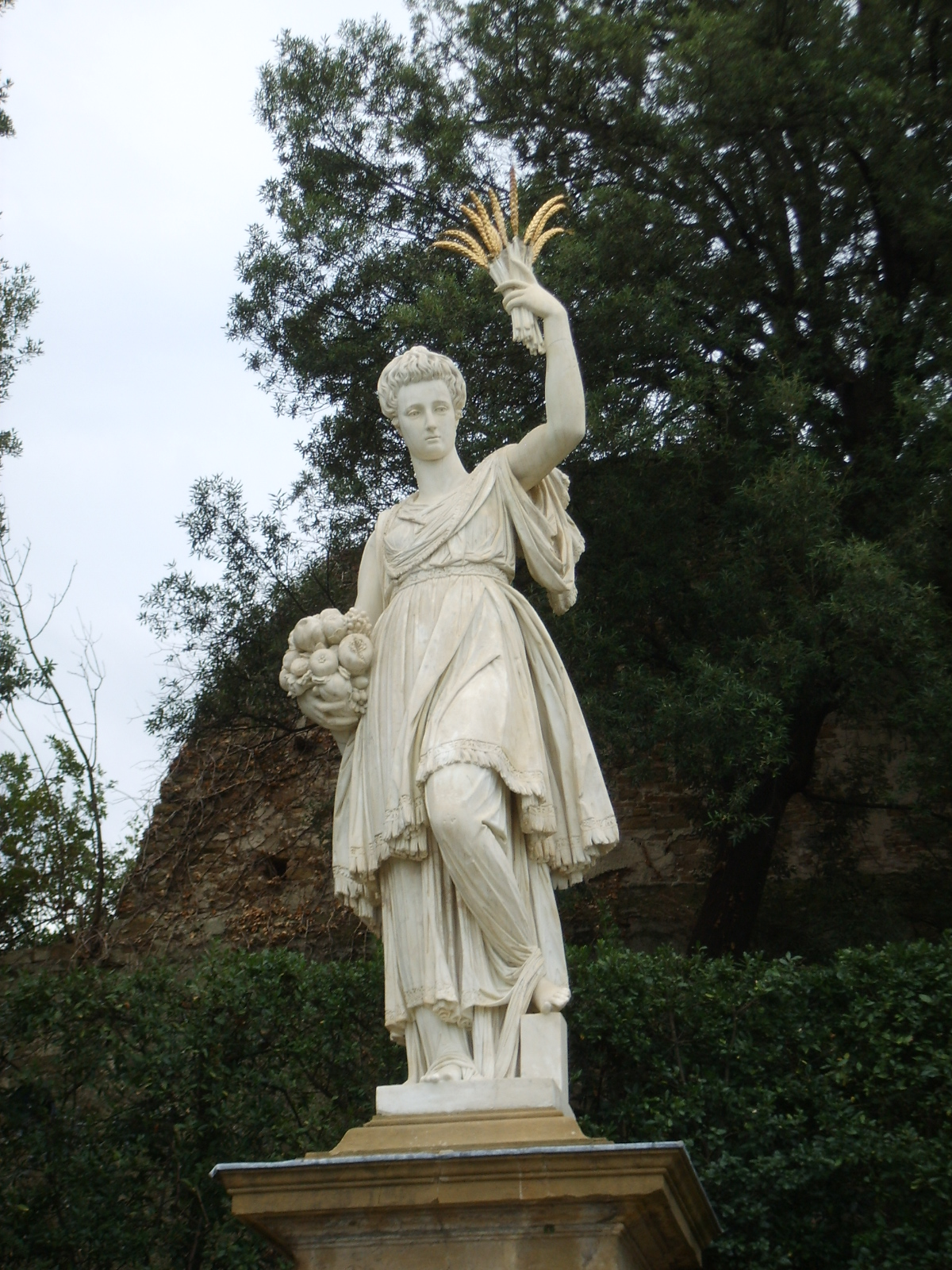
Estatua de la Abundancia en el Jardín de Bóboli, Florencia

## Tacca en los museos
- Bargello, Florencia: una selección representativa de sus pequeños bronces de animales
- Museo J. Paul Getty: Dos putti sosteniendo escudos, 1650–55
- Museo del Hermitage en San Petersburgo: Niño tocando el cuerno, h. 1620
- Museo de Bellas Artes de San Francisco: Esclavo (reducción del siglo XVIII)
- Galería Nacional de Arte (Washington): Varios bronces atribuidos a Pietro Tacca en la colección Robert H. Smith
- Museo Liechtenstein, Viena: Hércules sosteniendo el mundo de la colección de Luis XIV
- Colección Frick, Nueva York: Neso y Deyanira según un modelo de Giambologna, hoy atribuido a Pietro Tacca